# Росси, Алессандро (предприниматель)

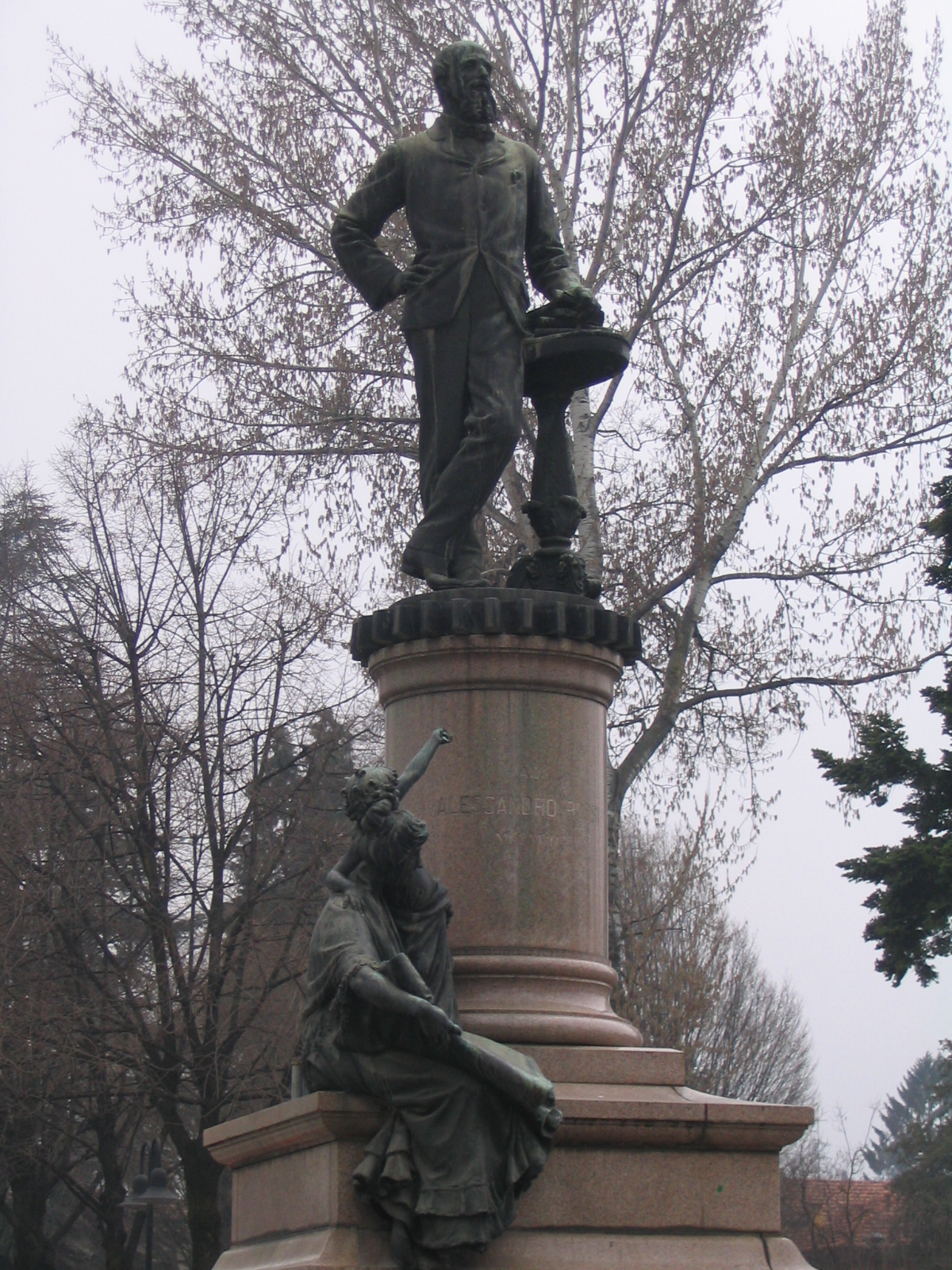
Памятник Росси в Скио

Алессандро Росси (итал. Alessandro Rossi; 21 ноября 1819 — 28 февраля 1898) — итальянский предприниматель и политический деятель. Был сенатором и внёс большой вклад в экономику страны путём проведения реформ в текстильной промышленности.
Получив в 1845 году от отца фабрику по обработке шерсти, Росси путём применения самых современных на тот момент технологий добился того, что она заняла одно из главных мест в промышленности Италии. Известен также тем что строил для своих рабочих жильё, улучшал условия их труда и даже поставил памятник рабочему.

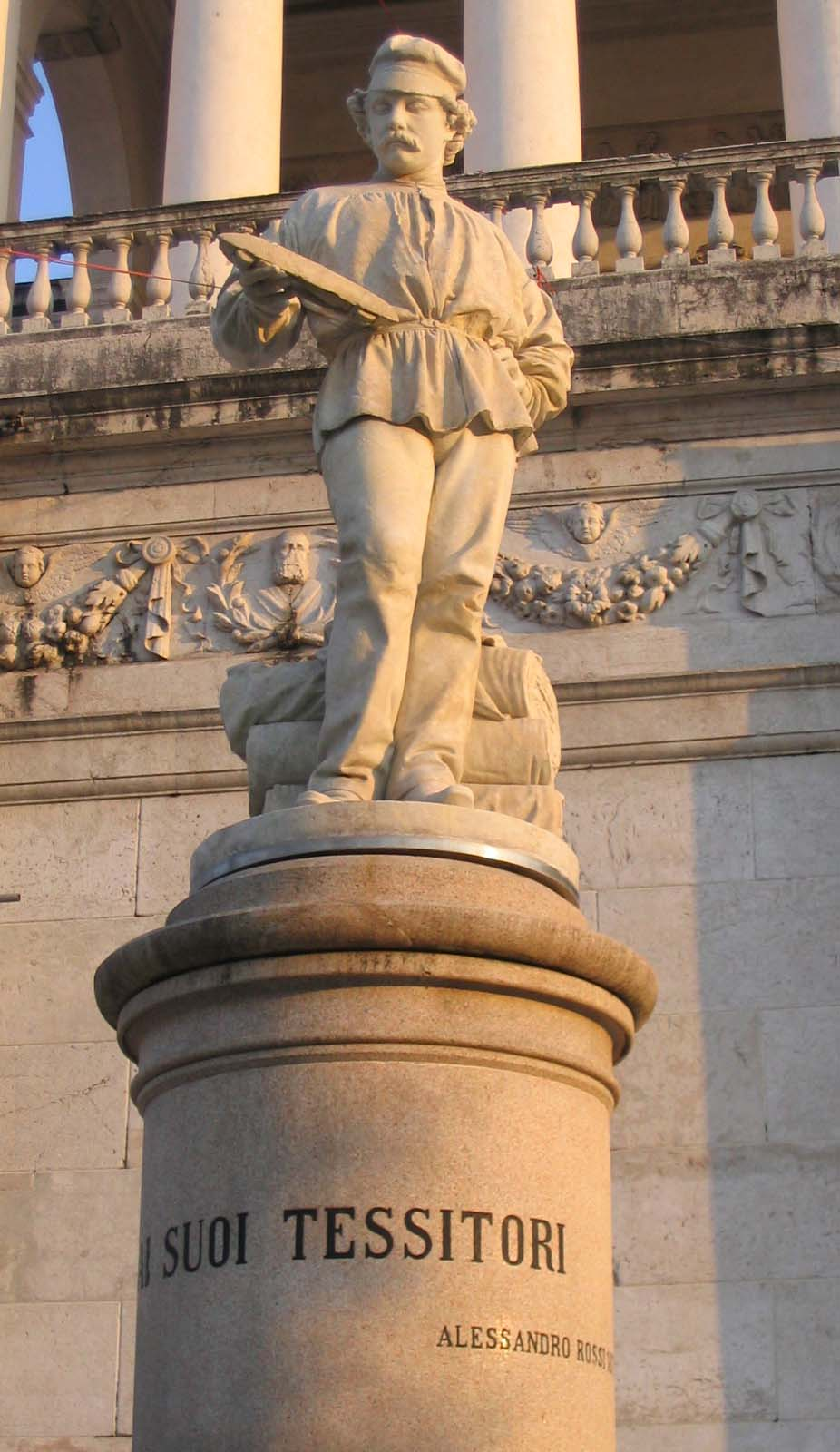
Памятник Ткачу в Скио

## Новый рабочий район
Так как расширяющаяся фабрика требовала всё больше рабочих, Росси решил построить для рабочих жилой район. Район был спроектирован на юго-западе Скио и занял площадь более 152 000 квадратных метров.
Первоначально проектирование было доверено архитектору Карегаро Негрин, который стремился спроектировать район, окруженный зеленью, с дорогами и проспектами. В действительности был принят более практичный план.
Квартиры были разделены на четыре класса. Квартиры первого и второго класса были предназначены для руководитей и инженеров, и расположены в основном на главной улице. Дома вместо третьего и четвёртого класса были предназначены работникам и располагались во внутренней части района.
Кроме жилых домов, были выстроены ещё объекты инфраструктуры, такие как школы, бани, прачечная и приют. Максимальное число жителей в районе было в 1890 году, 1543 человек и более 200 домов. В течение XX века были выполнены многочисленные перестройки и расширения многих домов района, но так как не существовала точного плана и нормативной спецификации, регламентирующих эти работы, архитектурный план района был нарушен. В 1990 году был принят план перестройки чтобы восстановить точный облик архитектурного ансамбля и сохранить, таким образом, эту важную историческую зону.